# Cantrallia fusca
Cantrallia fusca är en insektsart som beskrevs av Desutter-grandcolas 1994. Cantrallia fusca ingår i släktet Cantrallia och familjen syrsor. Inga underarter finns listade i Catalogue of Life.